# Едестус

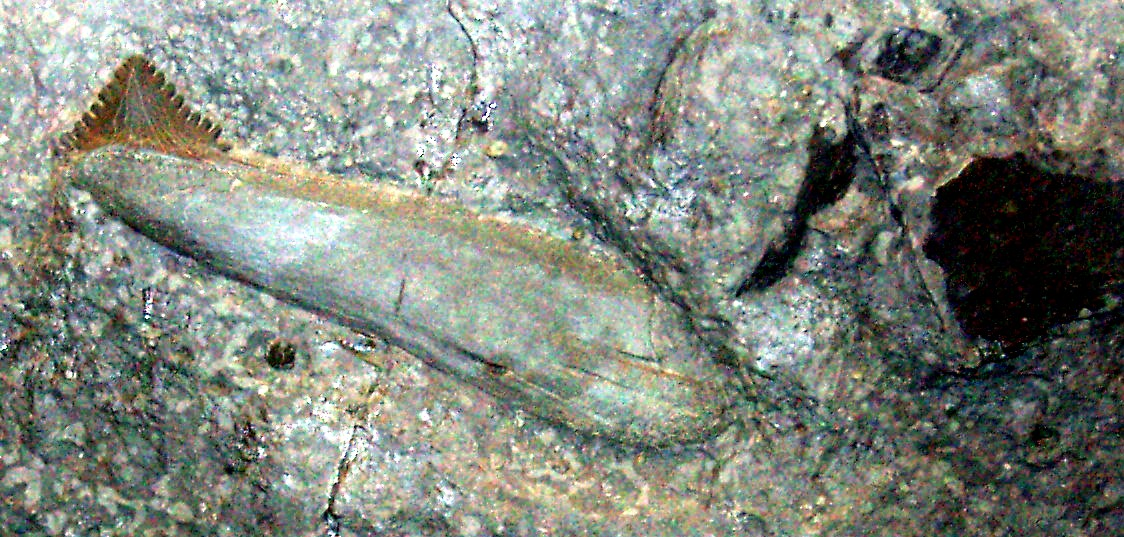
Edestus heinrichi

Едестус або едест (Edestus) — рід хрящових риб кам'яновугільної епохи. Є далеким родичем гелікопріона, належить до ряду євгенеодонтів.
Відомий в основному за знахідками зубів і щелеп. Мав дві зубні «дуги», можливо, що росли на симфізу верхньої та нижньої щелепи. Ймовірно, дуги стирчали далеко вперед з пащі. Найстаріші зуби знаходилися біля кінця дуги, молоді — в її основі. На відміну від гелікопріона, зубна «спіраль» не утворювалася. Коронки зубів на дугах розширені біля основи, так звані «шпори» направлені назад. Справжній стан зубних дуг достовірно не відомий, є думка, що це глоткові зуби.
Судячи з усього, риба виглядала так, немов на морді у неї ростуть зазубрені ножиці. Призначення настільки незграбного зубного апарату залишається абсолютно незрозумілим. Цікаво, що бічні («звичайні») зуби часто описують як такі, що давлять, хоча їх могло взагалі не бути. Неясно, чи могли дуги щільно змикатися. Передбачається, що едестус був хижаком. Він навіть порівнюється з сучасними ламноїдними акулами (тахіпелагічний мисливець за великою здобиччю). Якщо так, то це найбільша хижа риба свого часу. Судячи з решток виду Edestus giganteus (пізній карбон Північної Америки — Оклахома), довжина едестуса могла доходити до 6 м. Висота зубних коронок цього виду доходить до 8 см. Всього описано приблизно 5 видів, з середнього карбону — ранньої пермі Європи (в тому числі Росії) і Північної Америки. Синоніми роду — Edestodus, Protospirata.

## Ресурси Інтернету
- http://www.elasmo-research.org/education/evolution/helicoprion.htm [Архівовано 24 лютого 2020 у Wayback Machine.]
- https://web.archive.org/web/20120702215428/http://www.reefquest.com/evolution/helicoprion.htm
- https://web.archive.org/web/20081203171232/http://web.bio.umassd.edu/dbernal/Coursedl/Compagno_1990.pdf
- http://paleobiology.si.edu/helicoprion/index.html [Архівовано 13 грудня 2012 у Wayback Machine.]